# Sundasalanx praecox
Sundasalanx praecox är en fiskart som beskrevs av Roberts, 1981. Sundasalanx praecox ingår i släktet Sundasalanx och familjen Sundasalangidae. IUCN kategoriserar arten globalt som livskraftig. Inga underarter finns listade i Catalogue of Life.